# Koichi Hirose

## Historia
Koichi era un estudiante de secundaria en la pequeña ciudad japonesa de Morioh Town, fue el primero en toparse con Jotaro Kujo y Josuke Higashikata y el primero en preocuparse por los peligros que habitan en la ciudad.
Koichi investigó sobre la ciudad en la que vivía desde hace años, un día mientras caminaba con Josuke fue capturado por Keicho Nijimura y Okuyasu Nijimura, en ese momento Koichi es atravesado por la Flecha Creadora de Stands. Tras el combate de Josuke y Keicho, Koichi despierta a su Stand, Echoes Act 1.
Koichi es secuestrado por una de sus compañeras de clase que está enamorada de él, ella lo mantiene cautivo en una suite presidencial apartada de la ciudad. Koichi logra escapar de ella tras vencerla en una pelea y salvarle la vida también. Más tarde se termina enamorando de ella, ya que se vuelve buena.
Koichi también se enfrenta a Rohan Kishibe, quien lo hipnotiza con su Stand para hacerlo ir a su casa todos los días y poder robar sus experiencias para escribir su manga. Más tarde se vuelven buenos amigos.
Koichi acompaña a Jotaro a buscar pistas sobre Yoshikage Kira más no sabían que lo terminarían encontrando y teniendo una pelea contra su Sheer Heart Attack y contra el mismo Kira, quien casi asesina a Koichi de no ser por la intervención de Jotaro y Josuke.
Tras derrotar a Kira, Koichi vuelve a tener una vida normal en Morioh, incluso oficializa su relación con Yukako.
Dos años más tarde es enviado a Nápoles, Italia por Jotaro en busca de un hombre llamado Haruno Shiobana, quien no es más que Giorno Giovanna, luego descubre que es un usuario de Stand e hijo del antagonista DIO.

## Stand
Echoes es un Stand de largo alcance, nacido de un enorme huevo, Echoes tiene la capacidad de cambiar entre tres formas denominadas Act.
Echoes Act 1 puede alejarse hasta 50 metros de su usuario, su habilidad consta de escribir katakanas en cualquier cosa y hacer que esto suene y se repita. 
Echoes Act 2 tiene la capacidad de hacer el efecto de la palabra escrita, como volver caliente algo con tan solo escribir "caliente", o una onomatopeya como "boing" para volver algo de goma, además a Echoes Act 2 le crecen manos y patas.
Echoes Act 3 tiene forma humanoide y conciencia propia, su habilidad especial Three Freeze le permite incrementar el peso de algo sin modificar su estructura.

## Otros medios
Koichi aparece en el anime de JoJo's Bizarre Adventure: Diamond Is Unbreakable. Así como en los videojuegos de JoJo's Bizarre Adventure: All Star Battle, JoJo's Bizarre Adventure: Eyes of Heaven, JoJo's Bizarre Adventure: Diamond Records, etc.